# 道の駅田原めっくんはうす
道の駅田原めっくんはうす（みちのえき たはらめっくんはうす）は、愛知県田原市東赤石にある国道259号（田原街道）の道の駅である。
2015年1月に重点道の駅候補に選定された。

## 施設

### 主な設備
- 駐車場
  - 普通車：150台
  - 大型車：6台
  - 身障者用：3台
- トイレ
  - 男性：大 8器、小 10器
  - 女性：11器
  - 身障者用：1器（1器）

※（）内は24時間使用可能
- 公衆電話
- FAX
- 情報コーナー（9:00 - 19:00）
- 観光案内コーナー（9:00 - 19:00）
- 特産物販売所（9:00 - 19:00）
- ふれあいマーケット - 朝市、地場産野菜直売
- うどん・蕎麦処（11:00 - 20:00）
- レストラン（11:00 - 21:00）
- 軽食・喫茶（11:00 - 21:00）

### 管理団体
- 田原市

## 休館日
- 毎週水曜日（レストラン、軽食・喫茶店）
- 年中無休（レストラン、軽食・喫茶店以外）

## アクセス
- 国道259号（田原街道） - 登録路線
- JR東海・名鉄 豊橋駅より豊鉄バス伊良湖本線「渥美病院」バス停下車。
- 豊橋鉄道渥美線 三河田原駅より豊鉄バス伊良湖本線、伊良湖支線もしくは田原市ぐるりんバス市街地線、表浜線「渥美病院」バス停下車。もしくは駅から徒歩約20分。

## 周辺
- 田原まつり会館
- 城宝寺
- 田原市博物館
- サンテパルクたはら
- 仁崎海水浴場
- 蔵王山展望台
- 渥美病院